# Tshwaane
Tshwaane is een dorp in het district Southern in Botswana. De plaats telt 299 inwoners (2011).